# Северокорейско-танзанийские отношения
Северокорейско-танзанийские отношения — двусторонние дипломатические отношения между Корейской Народно-Демократической Республикой (КНДР, Северная Корея) и Танзанией. Государства являются членами Организации Объединённых Наций. Танзания и Северная Корея имеют долгую историю военного сотрудничества, восходящую к взаимной поддержке антиимпериалистической борьбы на юге Африки во время холодной войны.

## История
С начала 1970-х годов Северная Корея оказывала военную помощь африканским странам с целью помощи в их освободительной борьбе. В 2014 году представители ООН обвинили Уганду и Танзанию в различных сделках по поставкам оружия из Северной Кореи. В ООН заявили, что Танзания вела незаконную торговлю оружием, несмотря на введенное в отношении КНДР эмбарго. Эксперты заявили, что в ремонте и обслуживании Chengdu J-7 и других военных самолётов ВВС Танзании участвовали 18 военных северокорейских техников.
Президент США Барак Обама упомянул этот момент во время визита в Танзанию. Однако, министр иностранных дел Танзании отрицал наличие каких-либо сделок с Северной Кореей по поставкам оружия, но заявил, что использование северокорейских технических специалистов не является нарушением санкций ООН.

## Торговля
Торговля между государствами находится на незначительном уровне. Танзания экспортирует лишь небольшое количество кофе в Северную Корею, а Северная Корея поставляет в Танзанию небольшое количество медицинских инструментов и фармацевтических препаратов.

### Медицинские клиники
В Танзании действовало около 13 северокорейских медицинских клиник, две из которых были закрыты так как правительство Танзании обнаружило в них различные нарушения: врачи не имели лицензии и занимались нелицензионной медицинской деятельностью.

## Дипломатические представительства
- КНДР имеет посольство в Дар-эс-Саламе, которое представляет интересы страны во всех соседних государствах, кроме Уганды и Кении[6].
- Танзания не имеет посольства в КНДР[7].